# Институт химии Санкт-Петербургского государственного университета
Институт химии Санкт-Петербургского государственного университета (ранее Химический факультет Санкт-Петербургского государственного университета) — учебное и научно-исследовательское подразделение, осуществляющее подготовку кадров широкого профиля по специальностям, связанным с фундамендальными и прикладными изысканиями в основных направлениях химических дисциплин. Основан в 1929 году (выделен из 
физико-математического факультета Ленинградского государственного университета).

## История
В 1916 году на физико-математическом факультете Санкт-Петербургского государственного университета было организовано химическое отделение, на котором было введено преподавание высшей математики, термодинамики, физической химии, значительно расширены были также курсы основных разделов химии, всё это послужило в дальнейшем созданию и становлению химического факультета.
Химический факультет был организован в 18 июня 1929 года на базе нескольких кафедр физико-математического факультета Ленинградского государственного университета. Лаборатории факультета изначально располагались в бывшем здании Бестужевских курсов на Среднем проспекте Васильевского острова.
8 мая 1930 года в процессе реорганизации структуры ЛГУ химический факультет был закрыт, а имущество большинства лабораторий было передано Ленинградскому химико-технологическому институту, где предполагалось сосредоточение подготовки «всех химиков Ленинграда».
В сентябре 1932 года, когда университет вернулся к факультетской системе, химический факультет был восстановлен. В 1932 году в тесном взаимодействии с преподавателями и сотрудниками факультета, для улучшения лабораторной практики и самостоятельных исследований, был основан Научно-исследовательский химический институт (НИХИ) ЛГУ (ныне — НИИ химии), директором которого стал профессор (впоследствии член-корреспондент АН СССР) И. И. Жуков, много сделавший для сохранения оборудования и реактивов факультета в пору его закрытия (учёный был директором института в тяжелейшие годы — в блокаду Ленинграда и сразу после войны — 1942—1946). Послевоенные годы ознаменовались созданием на факультете кафедры радиохимии, которая стала готовить специалистов для научных программ, связанных с созданием и разработкой атомного оружия, а впоследствии и атомной энергетики. В 1967 году на факультете была основана первая в СССР кафедра квантовой химии. С 1980-х годов основные лаборатории химического факультета и НИИ Химии размещаются в пригороде Санкт-Петербурга (ПУНК). Часть лабораторий, тем не менее, по-прежнему располагается на Среднем проспекте Васильевского острова и в Менделеевском центре — бывшей Химической лаборатории НИИ химии ЛГУ.

## Кафедры
- Аналитической химии
- Квантовой химии  Архивная копия от 13 мая 2010 на Wayback Machine
- Коллоидной химии
- Лазерной химии и лазерного материаловедения
- Общей и неорганической химии
- Органической химии
- Радиохимии
- Физической органической химии
- Физической химии  Архивная копия от 5 декабря 2010 на Wayback Machine
- Химии высокомолекулярных соединений
- Химии природных соединений
- Химии твердого тела
- Химической термодинамики и кинетики
- Электрохимии

## Деканы
- А. А. Байков (1933—1941)
- А. С. Броун (? — 1946)
- Н. А. Домнин (1946—1948)
- А. В. Сторонкин
- Н. И. Колбин
- М. П. Сусарев
- О. Н. Григоров
- Б. П. Никольский (1961—1963)
- А. Н. Мурин (1963—1967)
- М. М. Шульц (1967—1972)
- В. Т. Жаров (1972—1984)
- И. В. Мурин (1984—1989)
- Д. В. Корольков (1989—2005)
- А. Ю. Билибин (2005—2011[5])
- И. А. Балова (с 2011 г. по настоящее время)

## Интересные факты
- С сентября 2007 года на Химическом факультете выходит ежемесячный студенческий журнал «Химператор», подготавливаемый преимущественно силами студентов.
- С апреля 2014 года в Институте химии на регулярной основе издается газета The Chemme Times.